# Habiba Bouhamed Chaabouni

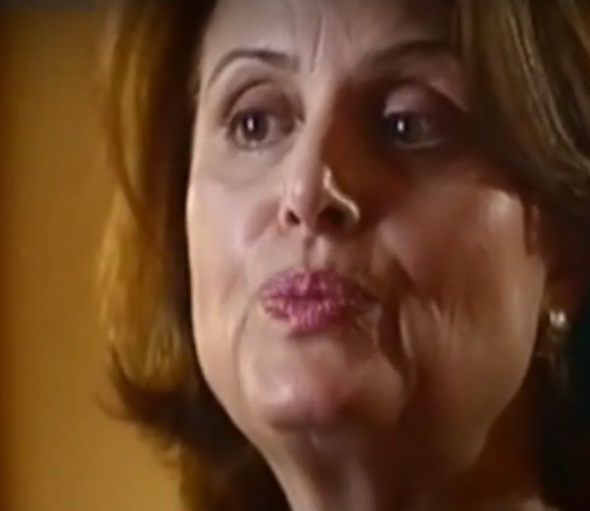
Habiba Bouhamed Chaabouni

Habiba Bouhamed Chaabouni (arabisch حبيبة بوحمد شعبوني, DMG Ḥabība Būḥamad Šaʿbūnī; geboren 19. Dezember 1950 in Tunesien) ist eine tunesische Ärztin und Wissenschaftlerin im Bereich der Humangenetik und Professorin an der Universität Tunis - El Manar. Sie gilt als Vorreiterin der medizinischen Genetik in Tunesien und setzte sich maßgeblich für deren Anerkennung und Einbindung in medizinische Forschung und Ausbildung ein. Chaabouni erhielt zahlreiche internationale Auszeichnungen, darunter im Jahr 2006 den L’Oréal-UNESCO-Preis für Frauen in der Wissenschaft.

## Leben
Habiba Bouhamed Chaabouni studierte Medizin an der  Universität Tunis - El Manar und  der Universität Paris V.  Dort promovierte sie 1977. Bereits während ihres Medizinstudiums, insbesondere während eines Praktikums in der Pädiatrie, wurde sie auf die Herausforderungen aufmerksam, mit denen Familien konfrontiert waren, deren Kinder an genetischen Erkrankungen litten. Obgleich sie sich ursprünglich zwischen Medizin und Chemie nicht entscheiden konnte, wählte sie schließlich die medizinische Laufbahn. Ihr frühes Interesse an wissenschaftlichen Fragestellungen führte sie zur Vertiefung ihrer akademischen Ausbildung in Genetik und Humanbiologie.
Chaabouni musste in ihrer beruflichen Laufbahn vielfache Schwierigkeiten überwinden, insbesondere wegen der damals noch vorherrschenden Vorstellung in ihrem Heimatland, Frauen hätten keine ambitionierte Karriere in Medizin und Wissenschaft anzustreben. So wurde ihr einmal allein aufgrund der Tatsache ein Leitungsposten verweigert, dass sie verheiratet und Mutter war.

## Wirken
Habiba Bouhamed Chaabouni gründete 1981 die erste humangenetische Beratungsstelle in Tunesien. 1993 veranlasste sie zudem die Einrichtung der ersten Abteilung für medizinische Genetik am Charles Nicolle Hospital in Tunis, wo seither mehr als 40.000 Menschen beraten oder pränatal untersucht wurden.
Ihre wissenschaftlichen Beiträge konzentrieren sich auf genetische Erkrankungen, insbesondere auf die Auswirkungen konsanguiner Ehen, die in Tunesien weit verbreitet sind und zu einer erhöhten Prävalenz genetischer Störungen führen. Chaabouni führte bereits 1983 eine wegweisende epidemiologische Studie durch, die zeigte, dass ein Viertel der Ehen in Nordtunesien zwischen Cousins ersten Grades geschlossen wurden.
Als Leiterin des Labors für Humangenetik an der Medizinischen Fakultät Tunis entwickelte sie umfassende genetische Bildungsprogramme und ermöglichte praxisorientierte Weiterbildungen für Studierende und praktizierende Ärzte. Ihre Forschung erstreckte sich auf molekulare Untersuchungen verschiedener genetischer Krankheiten wie die familiäre Mittelmeerfieberkrankheit, Hyperplasie der Nebenniere und genetisch bedingte geistige Behinderungen.
Im Jahr 2006 erhielt Chaabouni für ihre Beiträge zur Analyse und Prävention erblicher Erkrankungen den L’Oréal-UNESCO-Preis. Seit 2011 ist sie assoziiertes ausländisches Mitglied der französischen Académie Nationale de Médecine, eine Ehre, die sie als einzige Vertreterin Afrikas innehat. 2021 wurde sie zudem Mitglied des First Mediterranean Scientific Team im Rahmen des EU-Projekts MEDNIGHT sowie Fellow der African Academy of Sciences.
International setzt sich Chaabouni bei Initiativen wie der UNESCO-Erklärung zum menschlichen Genom und den Menschenrechten sowie als Beraterin bei der WHO und der Arabischen Liga für genetische Beratung ein.
Sie lehnte trotz Angeboten aufgrund ihrer internationalen Anerkennung politische Ämter ab.